# Баракли (Грчка)
Баракли (грч. Βαλτερό, Валтеро) је насељено место у општини Доња Џумаја у периферији Средишња Македонија, Грчка. Према попису из 2021. године било је 872 становника.
Према бугарском географу и историчару, Василу Канчову, у Бараклију је 1900. године живело 300 Словена хришћана, 300 Турака, 100 Черкеза и 30 Рома. Током Првог светског рата турско становништво је иселила бугарска војска која је ово подручје окупирала. Године 1924. насељено је 99 грчких избегличких породица, укупно 461 особа. Н апопису из 1928. године Баракли је мешовито грчко-словенско насеље са 868 становника.